# Norbert Abels

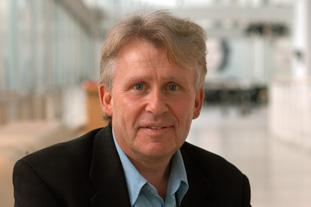
Norbert Abels, 2009

Norbert Abels (* 1953 in Schmallenberg) ist ein deutscher Dramaturg, Publizist, Kulturwissenschaftler und Musiker.

## Leben
Norbert Abels studierte Literatur- und Musikwissenschaft, Philosophie und Judaistik an der Goethe-Universität Frankfurt am Main. Neben zahlreichen kulturkritischen und -historischen Aufsätzen und Essays publizierte er Monographien über Arthur Schnitzler, Franz Werfel und Benjamin Britten. Ab 1987 arbeitete er an verschiedenen Bühnen in Europa, den USA, Israel und Japan  als dramaturgischer Partner von Regisseuren wie Ruth Berghaus, Calixto Bieito, Nicolas Brieger, Tankred Dorst, Adolf Dresen, Matthias und Thomas Langhoff, Christoph Marthaler, Peter Sellars, Herbert Wernicke und Robert Wilson. 1997 wurde er Leitender Dramaturg am Hessischen Staatstheater Wiesbaden, seit 1998 ist er Chefdramaturg der Oper Frankfurt. Er unterrichtet an der Goethe-Universität Frankfurt am Main (seit 1981), an den Schulen des Deutschen Buchhandels (seit 1983) und der Hochschule für Musik und Darstellende Kunst Frankfurt am Main (seit 2002) sowie als Professor an der Folkwang-Hochschule Essen. Seit 2006 ist Norbert Abels Mitglied der Deutschen Akademie der Darstellenden Künste.

## Werke

### Texte
- Sicherheit ist nirgends. Aufklärung und Judentum bei Arthur Schnitzler. Athenaeum Verlag, Bodenheim 1982. ISBN 978-3761081693
- Franz Werfel. Rowohlt Verlag, Reinbek 1990. Neuauflage 2002 (Rowohlts Monographien). ISBN 978-3-499-50472-3
- Literatur im Buchhandel (zusammen mit Rainer Dorner u. a.). Bramann Verlag, Frankfurt 1999. – Neuauflage 2001. ISBN 3-934054-23-4
- Vivat Verdi. Der Komponist und seine Aufführungsgeschichte an der Oper Frankfurt (zusammen mit Beate Maurer). Frankfurt 2003
- Benjamin Britten. Rowohlt Verlag, Reinbek 2007 (Rowohlts Monographien).[1][2]
- Theater. Die wichtigsten Schauspiele von der Antike bis heute. Gerstenberg Verlag, Hildesheim 2008. ISBN 978-3-8369-2526-6
- Philip Roth. Suhrkamp Verlag, Frankfurt am Main 2008. ISBN 978-3-518-18229-1 [bisher nicht erschienen!]
- Ohrentheater – Szenen einer Operngeschichte – 81 Essays. Axel Dielmann-Verlag, Frankfurt am Main 2009. ISBN 978-3-86638-008-0
- Notenlese – Die Sprachen der Oper. Axel Dielmann-Verlag, Frankfurt am Main 2016. ISBN 978-3-86638-222-0
- Benjamin Britten. Boosey & Hawkes Bote & Bock GmbH, Berlin 2017. ISBN 978-3-7931-4047-4

### Musik
- Lieder nach Texten von Samuel Taylor Coleridge, Edgar Allan Poe, W. H. Auden, Robert Graves u. a.

Aufnahmen
- Galaxy (= Waniyetula): Nature’s Clear Well (1978). Richard Kersten (voc, g, acoustic g), Norbert Abels (key, voc), Hermann Beckert (b), Victor Bergmann (dr, perc), Heinz Kühne (g, acoustic g, voc)
- Waniyetula: Iron City.[3] Heinz Kühne (g, voc, key), Hermann Beckert (b), Thomas Goerdten (dr), Richard Kersten (acoustic g, voc), Norbert Abels (key)
- Waniyetula: A Dream Within A Dream (LP 1983, CD 2004). Texte: Edgar Allan Poe. Heinz Kühne (voc, g), Stephan Remes (dr, voc), Hermann Beckert (b), Norbert Abels (key), Ralph Brandmüller (acoustic g, tamb)